# James Tomkins (wioślarz)
James Bruce Tomkins (ur. 19 sierpnia 1965 w Sydney) – australijski wioślarz, reprezentant Australii w wioślarskiej ósemce podczas Letnich Igrzysk Olimpijskich w Pekinie. 19 sierpnia 2010 roku zakończył karierę.

## Osiągnięcia
- Mistrzostwa Świata – Hazewinkel 1985 – ósemka – 9. miejsce.
- Mistrzostwa Świata – Nottingham 1986 – ósemka – 1. miejsce[3].
- Mistrzostwa Świata – Kopenhaga 1987 – ósemka – 4. miejsce.
- Igrzyska Olimpijskie – Seul 1988 – ósemka – 5. miejsce[3].
- Mistrzostwa Świata – Tasmania 1990 – czwórka bez sternika – 1. miejsce[3].
- Mistrzostwa Świata – Wiedeń 1991 – czwórka bez sternika – 1. miejsce.
- Igrzyska Olimpijskie – Barcelona 1992 – czwórka bez sternika – 1. miejsce[3].
- Mistrzostwa Świata – Tampere 1995 – czwórka bez sternika – 5. miejsce.
- Igrzyska Olimpijskie – Atlanta 1996 – czwórka bez sternika – 1. miejsce[3].
- Mistrzostwa Świata – Kolonia 1998 – dwójka ze sternikiem – 1. miejsce.
- Mistrzostwa Świata – Kolonia 1998 – czwórka ze sternikiem – 1. miejsce.
- Mistrzostwa Świata – St. Catharines 1999 – dwójka bez sternika – 1. miejsce[3].
- Igrzyska Olimpijskie – Sydney 2000 – dwójka bez sternika – 3. miejsce[3].
- Mistrzostwa Świata – Sewilla 2002 – dwójka bez sternika – 4. miejsce[4].
- Mistrzostwa Świata – Mediolan 2003 – dwójka bez sternika – 1. miejsce[4].
- Igrzyska Olimpijskie – Ateny 2004 – dwójka bez sternika – 1. miejsce[3].
- Mistrzostwa Świata – Monachium 2007 – ósemka – 7. miejsce[5].
- Igrzyska Olimpijskie – Pekin 2008 – ósemka – 6. miejsce[1].